# Гремячий Ключ (Татарстан)
Гремячий Ключ — деревня в Зеленодольском районе Татарстана. Входит в состав Бишнинского сельского поселения.

## География
Находится в западной части Татарстана на расстоянии приблизительно 30 км по прямой на восток-северо-восток по прямой от районного центра города Зеленодольск.

## История
Основана в 1930-х годах. С момента образования в составе Казанского пригородного (до 1938), Юдинского (1938—1958), Зеленодольского (1958—1963), Зеленодольского укрупнённого (1963—1965) и вновь Зеленодольского (с 1965) районов Татарской АССР (Республики Татарстан). На низшем административном уровне входила в Русско-Марийско-Ковалинский (1918—1959) и Бишнинский (с 2005 года сельское поселение) сельсоветы..

## Население
Постоянных жителей было: в 1938 — 118, в 1949 — 245, в 1958 — 102, в 1970 — 48, в 1979 — 35, в 1989 — 3, в 2002 — 1 (русские 100 %), 1 в 2010.
Несмотря на данные переписи, поселок не является заброшенным. Часть строений являются дачами, на которых в зависимости от времени года проживает разное количество людей. Многие из дачников имеют личные пасеки.